# 王之刚
王之刚（？—1937年3月12日），湖北麻城市人。中国工农红军将领。

## 生平
中国共产党党员。参加红四方面军长征。到达陕北后，曾任西路军政治部宣传干事，后任团政治处主任。1937年3月12日，在甘肃临泽县梨园口与马家军作战牺牲。